# Eプロダクション
株式会社Eプロダクション（イープロダクション、英: E Production Co., Ltd.）は、かつて千葉県浦安市舞浜にあったオリエンタルランドグループの芸能事務所。

## 沿革
- 2002年（平成14年）12月10日 - オリエンタルランドの100%出資子会社として、千葉県浦安市舞浜35番地1に設立。
この間に、本社所在地が浦安市舞浜1番地1となる。
- 2009年（平成21年）
  - 2月5日 - オリエンタルランドと合併契約締結[1]。
  - 4月1日 - オリエンタルランドへ略式合併（会社法第784条第4項）により、吸収合併。